# Peter Kretschmer
Peter Kretschmer (n. 15 februarie 1992, Schwerin, Germania) este un canoist german, medaliat olimpic. A participat la o ediție a Jocurilor Olimpice (2012) în care a câștigat o medalie de aur.

## Participări
Lista de mai jos prezintă principalele competiții la care a participat Peter Kretschmer de-a lungul carierei.
- canoeing at the 2012 Summer Olympics – men's C-2 1000 metres[*]